# Gevorg Ghazarian
Gevorg Ghazaryan (arménien : Գեւորգ Ղազարյան) (né le 5 avril 1988 à Erevan en URSS) est un joueur de football international arménien, qui évolue en tant que milieu offensif au AEL Limassol.

## Palmarès
Pyunik Erevan
- Championnat d'Arménie : 5
  - 2006, 2007, 2008, 2009, 2010
- Coupe d'Arménie : 2
  - 2009, 2010
- Supercoupe d'Arménie : 3
  - 2006, 2007, 2009

 Olympiakos
- Championnat de Grèce : 1
  - 2015

### Récompenses individuelles
Il est meilleur buteur de Premier-Liga en 2010 avec 16 buts inscrits, titre partagé avec Marcos Pizzelli.